# Gura Ocniței (gmina)
Gura Ocniței – gmina w południowej Rumunii, administracyjnie należąca do okręgu Dymbowica.
W skład gminy wchodzi 4 miejscowości: Adânca, Gura Ocniței, Ochiuri, i Săcueni. Według stanu na rok 2011 liczyła 7319 mieszkańców, zaś w roku 2021 jej liczebność wynosiła 6657 mieszkańców.